# دانيلا بيريز
دانيلا بيريز (بالإنجليزية: Danielle Perez)‏ هي متسابقة ملكة الجمال بريطانية، ولدت في 1 ديسمبر 1983 في لندن في المملكة المتحدة.